# Sächsische XV HTV
Als Gattung XV {\displaystyle \textstyle {\mathfrak {H}}}T{\displaystyle \textstyle {\mathfrak {V}}} bezeichneten die Königlich Sächsischen Staatseisenbahnen Güterzug-Tenderlokomotiven, welche als Vorspann- und Schiebelokomotiven für die Strecken im Erzgebirge konzipiert worden waren. Die Deutsche Reichsbahn ordnete die Dampflokomotiven ab 1925 in die Baureihe 79.0 ein.

## Geschichte
Die beiden Lokomotiven wurden 1916 bei der Sächsischen Maschinenfabrik vormals Hartmann in Chemnitz mit den Fabriknummern 1351 und 1352 gebaut.
Das Fahrwerk der Lokomotiven war außergewöhnlich. Anstelle einer ebenfalls vorgeschlagenen Lokomotive mit sechsfacher Kupplung und seitenverschiebbaren Achsen, wie sie ein Jahr später bei der Württembergischen K realisiert wurde, entschied sich die K.S.St.Eb. auf Vorschlag des zuständigen Vorstandes des maschinentechnischen Amtes der Staatseisenbahn Oberbaurat Lindner für eine in Deutschland einmalige Konstruktion: Die XV HTV erhielten zwei fest im Rahmen gelagerte dreifach gekuppelte Triebwerke. Dies geschah vor allem deshalb, weil er die Tauglichkeit der Gölsdorfschen Bauart bei sechs gekuppelten Achsen bezweifelte. Die jeweils äußeren Achsen der Fahrzeuge waren als Klien-Lindner-Hohlachse ausgeführt und konnten jeweils um 37 mm aus ihrer Mittellage seitlich ausgelenkt werden. Die Konstruktion dieser Achsen erforderte die Lagerung in einem Außenrahmen. In der Mitte der Lokomotive befanden sich Doppelzylinder mit je einem Hochdruckzylinder für das hintere und einem Niederdruckzylinder für das vordere Fahrwerk.
Diese Bauart sollte durch eine geringe Beanspruchung des Gleises, geringen Eigenwiderstand und einfachen Massenausgleich überzeugen sowie die Verwendung gekröpfter Treibachsen vermeiden. Ähnliche Überlegungen führten in den 1930er Jahren in den USA zur Entwicklung der Duplex-Lokomotiven. Da auch die den Zylindern benachbarten Achsen eine Seitenverschiebbarkeit von 28 mm aufwiesen, konnte die Lokomotive Radien bis 170 m durchfahren. Durch die spezielle Konstruktion der Zylinder war der Einbau von Kropfachsen vermieden worden. Zwar waren mit der Konstruktion die Dampfwege zwischen dem Hochdruck- und dem Niederdruckzylinder extrem verkürzt worden, doch wurden andererseits längere Ein- und Ausströmrohre notwendig.
Bald zeigten sich die durch die Triebwerke und die Hohlachsen bedingten zu hohen Unterhaltungskosten der XV HTV, sodass weitere Beschaffungen unterblieben. Auch die bei allen Verbundlokomotiven übliche Neigung zum Schleudern konnte durch die Lindnersche Konstruktion nicht beseitigt werden. Aufgrund der Abnutzung der Radreifen veränderte sich die Kurbelstellung der Triebwerke. Dadurch war ein ständiges Nachjustieren der Triebwerkssynchronizität notwendig, um eine gleichmäßige Leistungsverteilung zu gewährleisten.
Während des Einsatzes konnten die Lokomotiven jedoch überzeugen. So verfügten sie bis zur Höchstgeschwindigkeit über eine ausgeprägte Laufruhe und neigten kaum zur Spurkranzabnutzung. Die Deutsche Reichsbahn übernahm beide Exemplare als 79 001 und 79 002, musterte sie jedoch 1932 aus.
Die Baureihennummer 79 001 wurde danach von 1938 bis 1947 der Lokomotive BLE Nr. 44 der vormaligen Braunschweigischen Landeseisenbahn und ab 1951 der ehemals französischen und nach Kriegsende in deutschen Besitz gelangten 242 TA - 602 zugeteilt.

## Konstruktive Merkmale
Der Langkessel bestand aus zwei Schüssen mit einem Durchmesser von 1.450 mm. Auf dem Kessel saßen zwei Dampfdome, die durch ein Rohr innerhalb des Kessels verbunden waren. Zwischen Dampfdom und Schornstein saß der Sandkasten. Die Feuerbüchse war aus Kupfer und lag über der ersten Achse des hinteren Triebwerkes. Der Rauchrohrüberhitzer war von der Bauart Schmidt.
Der durchgehende Rahmen bestand aus 28 mm dickem Blech als Innenrahmen und 20 mm dickem Blech für den Außenrahmen der Hohlachsen.
Das Vierzylinder-Verbundtriebwerk war außenliegend waagerecht angeordnet und trieb den jeweils mittleren Radsatz an.